# Jimmy Lennon Jr.
Jimmy Lennon Jr. est un célèbre speaker américain annonçant les matchs de boxe anglaise aux États-Unis. Né le 5 août 1958 à Santa Monica en Californie, il est connu pour sa célèbre phrase : « It's show time! » et figure depuis 2013 à l'International Boxing Hall of Fame.